# Bronisławka (powiat zamojski)
Bronisławka – wieś w Polsce położona w województwie lubelskim, w powiecie zamojskim, w gminie Grabowiec.
W latach 1975–1998 miejscowość należała administracyjnie do województwa zamojskiego.
Wieś jest sołectwem w gminie Grabowiec. Według Narodowego Spisu Powszechnego z roku 2011 wieś liczyła 93 mieszkańców.
Wierni Kościoła rzymskokatolickiego należą do parafii św. Mikołaja w Grabowcu.